# Division de Jhansi
La Division de Jhansi est  division administrative de l'État indien de l'Uttar Pradesh.

## Districts
Elle est constituée de 3 districts :
- Jhansi
- Jalaun
- Lalitpur